# Декан Трибунала Священной Римской Роты
Декан Трибунала Священной Римской Роты (лат. Decanus Tribunalis Rotae Romanae) — старший аудитор Трибунала Римской Роты, последней инстанции апелляционный трибунал Римско-католической Церкви. С 22 сентября 2012 года, деканом является монсеньор Пио Вито Пинто — титулярный епископ Нова Пьетры.

## Список деканов Трибунала Священной Римской Роты
| - монсеньор Джеминиано Ингирами — (1433 — ?); - монсеньор Альфонсо де Сегура — (1447? — июль 1449 — назначен епископом Мондоньедо); - монсеньор Педро Мартин де Коваррубиас — (1451? — 1456? — назначен апостольским протонотарием); - монсеньор Хуан Диас де Кока — (1456 — 13 февраля 1470 — назначен епископом Калаорры); - монсеньор Антонио де Грасси — (1482 — 2 марта 1485 — назначен епископом Тиволи); - монсеньор Джироламо деи Поркари — (октябрь 1494 — 26 апреля 1495 — назначен епископом Андрии); - монсеньор Гийом де Перрьер — (26 апреля 1495 — 17 ноября 1500, до смерти); - монсеньор Пьетро Аккольти — (17 ноября 1500 — 4 апреля 1505 — назначен епископом Анконы и Нуманы); - монсеньор Акилле Грасси — (4 апреля 1505 — 14 февраля 1506 — назначен епископом Читты-ди-Кастелло); - монсеньор Доменико Джакобацци — (14 февраля 1506 — 8 ноября 1511 — назначен епископом Ночеры); - монсеньор Меркурио де Випера — (8 ноября 1511 — 23 марта 1523 — назначен епископом Баньореджо); - монсеньор Джакомо Симонетта — (23 марта 1523 — 17 июля 1528 — назначен епископом Пезаро); - монсеньор Паоло Капицукки — (17 июля 1528 — 7 ноября 1533 — назначен епископом Никастро); - монсеньор Джованни Леклерк — (26 ноября 1534 — 9 января 1535 — назначен епископом Мачерата); - монсеньор Николас де Арагон — (9 января 1535 — 26 января 1537 — назначен епископом Боза); - монсеньор Сильвестро Дарио — (26 января 1537 — 1543, до смерти); - монсеньор Марко Антонио Марескотти — (? — 1543, до смерти); - монсеньор Джованни Паоло Толомеи — (1543 — 1547, до смерти); - монсеньор Джакомо Путео — (1547 — 18 апреля 1550 — назначен архиепископом Бари и Каносы); - монсеньор Фабио Аккорамбони — (18 апреля 1550 — 14 июля 1559, до смерти); - монсеньор Джулио Орадини — (14 июля 1559 — 17 апреля 1562 — назначен епископом Перуджи); - монсеньор Джованни Баттиста де Рубеис — (17 апреля 1562 — 6 сентября 1564, в отставке); - монсеньор Джулио Орадини — (6 сентября 1564 — 1573, до смерти); - монсеньор Джованни Баттиста де Рубеис — (1573 — 7 сентября 1590, до смерти); - монсеньор Серафин Оливьер-Рацали — (7 сентября 1590 — 26 августа 1602 — назначен титулярным латинским патриархом Александрии); - кардинал Джироламо Памфили — (26 августа 1602 — 9 июня 1604 — возведён в кардиналы); - монсеньор Франсиско Пенья — (14 июня 1604 — 21 августа 1612, до смерти); - монсеньор Джованни Баттиста Коччини — (21 августа 1612 — 8 января 1641, до смерти); - монсеньор Филиппо Пировани — (8 января 1641 — 10 сентября 1641, до смерти); - монсеньор Клементе Мерлини — (10 сентября 1641 — 24 июля 1642, до смерти); - монсеньор Эме Дю Нозе — (? — 14 октября 1657, до смерти); - монсеньор Карло Черри — (14 октября 1657 — 24 ноября 1669 — возведён в кардиналы); - монсеньор Антонио Альбергати — (29 ноября 1669 — 14 июля 1686, до смерти); - монсеньор Якоб Эмерикс де Маттиис — (14 июля 1686 — 2 сентября 1699, до смерти); - монсеньор Алессандро Орсини — (2 сентября 1696 — 31 октября 1698, до смерти); - монсеньор Хосе де Молинес — (31 октября 1698 — 8 января — назначен генеральным инквизитором испанской инквизиции); - монсеньор Ансальдо Ансальди — (8 января 1717 — 7 декабря 1719, до смерти); - монсеньор Чириако Ланчетта — (7 декабря 1719 — 22 ноября 1723 — объявлен эмеритом); - монсеньор Алессандро Фальконьери — (про-декан: 22 ноября 1723 — 11 сентября 1724 — возведён в кардиналы); - монсеньор Карло Черри — (про-декан: 11 сентября 1724 — 22 февраля 1726); - патриарх Помпео Альдрованди — (22 февраля 1726 — 18 сентября 1733 — назначен губернатором Рима); - монсеньор Марчеллино Корио — (18 сентября 1733 — 1 сентября 1734 — назначен губернатором Рима); | - монсеньор Карло Леопольдо Кальканьини — (1 сентября 1734 — 9 сентября 1743 — возведён в кардиналы); - монсеньор Томмазо Нуньес — (9 сентября 1743 — 2 июля 1744, до смерти); - монсеньор Марио Миллини — (14 июля 1744 — 10 апреля 1747 — возведён в кардиналы); - монсеньор Пьетро Франческо Бусси — (1 января 1757 — 24 сентября 1759 — возведён в кардиналы); - монсеньор Урбано Параччани Рутили — (14 февраля 1761 — 9 июля 1764 — назначен архиепископом-митрополитом Фермо); - монсеньор Бартоломео Оливацци — (1765 — 11 сентября 1769 — назначен епископом Павии); - монсеньор Алессандро Ратта — (1770 — 1783, в отставке) - монсеньор Джованни Мария Риминальди — (1 января 1784 — 14 февраля 1785 — возведён в кардиналы); ... - монсеньор Альфонс-Юбер де Латье де Баян — (21 марта 1792 — 9 августа 1802 — объявлен кардиналом); - монсеньор Франческо Чезаре Леони — (9 августа 1802 — 28 июля 1817 — возведён в кардиналы); - монсеньор Франческо Серлупи Крешенци — (28 июля 1817 — 10 марта 1823 — возведён в кардиналы); - монсеньор Жоакен-Жан-Ксавье д’Изоар — (10 марта 1823 — 25 июня 1827 — возведён в кардиналы); - монсеньор Алессандро Спада — (25 июня 1827 — 23 июня 1834 — возведён в кардиналы); - монсеньор Козимо Корси — (6 апреля 1835 — 24 января 1842 — возведён в кардиналы); - монсеньор Джузеппе Бофонди — (24 января 1842 — 11 июня 1847, в отставке); - монсеньор Пьетро Джузеппе д’Авеллья-и-Наварро — (1847 — 1853, в отставке); - монсеньор Пьетро де Сильвестри — (14 ноября 1851 — 15 марта 1858 — возведён в кардиналы); - монсеньор Иньяцио Альбергини — (1858 — 1861, в отставке); - монсеньор Джованни Алессандро дель Маньо — (1862 — 1888, в отставке); - монсеньор Иоганн Монтель, эдлер фон Трэуэнфельс — (ноябрь 1888 — октябрь 1908, в отставке); - монсеньор Микеле Лега — (20 октября 1908 — 25 мая 1914 — возведён в кардиналы); - монсеньор Гульельмо Себастьянелли — (25 мая 1914 — 1920, в отставке); - монсеньор Серафино Мани — (1920 — 1921, в отставке); - монсеньор Джованни Приор — (про-декан: 1920 — 1921 — назначен деканом); - монсеньор Джованни Приор — (15 августа 1922 — 28 апреля 1926, в отставке); - монсеньор Массимо Массими — (19 февраля — 1 мая 1926 про-декан; 1 мая 1926 — 16 декабря 1935 — возведён в кардиналы);; - монсеньор Джулио Грациоли — (16 декабря 1935 — 30 октября 1944, в отставке); - монсеньор Андре-Дамьен-Фердинанд-Жюльен — (30 октября 1944 — 15 декабря 1958 — возведён в кардиналы); - монсеньор Уильям Теодор Хёрд — (15 декабря 1958 — 14 декабря 1959 — возведён в кардиналы); - монсеньор Фрэнсис Джон Бреннан — (14 декабря 1959 — 10 июня 1967 — назначен титулярным архиепископом Tubune di Mauritania); - монсеньор Болеслав Филипьяк — (26 июня 1967 — 1 мая 1976 — назначен титулярным епископом Плесции); - монсеньор Шарль Лефевр — (1976 — 1978, в отставке); - монсеньор Хайнрих Эверс — (1978 — 1982, в отставке); - монсеньор Артуро Де Жорио — (1982 — 1985, в отставке); - архиепископ Эрнесто Мария Фьоре — (6 июня 1985 — 2 июля 1993, в отставке); - архиепископ Марио Франческо Помпедда — (11 сентября 1993 — 16 ноября 1999 — назначен префектом Верховного Трибунала Апостольской Сигнатуры); - монсеньор Раффаэлло Фунгини — (11 декабря 1999 — 31 января 2004, в отставке); - епископ Антоний Станкевич — (31 января 2004 — 22 сентября 2012, в отставке); - монсеньор Пио Вито Пинто — (22 сентября 2012 — 29 марта 2021); - монсеньор Морис Монье — (про-декан: 12 декабря 2016 — 2018); - монсеньор Алехандро Арельяно Седильо — (30 марта 2021 — по настоящее время); |